# غزوه عمرةالقضا
غزوه عمرة القضا از جمله غزوات محمد است که در سال هفتم هجری قمری رخ داده است.

## شرح غزوه
پس از آنکه موعد حج عمره طبق صلح‌نامه حدیبیه رسید، پیامبر اسلام به همراه مسلمانان عازم مکه شدند. پیامبر اسلام به جهت آنکه به یکی از مفاد صلح‌نامه پیابند بماند، مجبور بود تا تنها با سلاح شمشیر و بدون زره و هرگونه ادوات نظامی وارد بر مکه شود؛ به این منظور و با توجه به سابقه قریش، برای جلوگیری از هرگونه سو نیت قریشان مکه، سپاهی ۲۰۰ نفر مجهز به سلاح و ادوات نظامی با خود همراه ساخت تا نزدیکی مکه آمده و در آنجا بمانند تا سلامت حجاج تضمین گردد.